# Bob Enevoldsen
Robert Martin Enevoldsen fue un trombonista, trompetista, saxofonista y clarinetista norteamericano de jazz, nacido en Billings (Montana), el 11 de enero de 1920. Fue también arreglista y compositor. Falleció el 19 de noviembre de 2005, en Los Ángeles (California).
De origen danés y familia musical, estudió la carrera de música en la Universidad de Montana y, al terminar ésta, entró en la Fuerza Aérea (1942-1946). Estudió composición en Salt Lake City, formando parte de la Orquesta Sinfónica de Utah, como clarinetista, mientras tocaba el saxo tenor en los clubs locales, hasta que el arreglista Gene Roland le anima a viajar a la Costa Oeste. Cuando se instala en California (1951), comienza a tocar jazz, en los Lighthouse All Stars de Howard Rumsey y, más tarde, con Shorty Rogers, Shelly Manne, Gerry Mulligan y otros, grabando con la mayoría de las figuras del West Coast jazz.
Colabora como músico estable en el Show de Steve Allen y escribe partituras para Lionel Hampton y Billy Eckstine. En los años 1970, gira con el grupo de Gerry Mulligan y, a partir de la década siguiente, se centra en la música clásica, aunque realiza grabaciones con bandas de jazz, como Al Cohn, Terry Gibbs o Bill Holman.
El estilo de Enevoldsen con el trombón (usaba el de pistones, frente al usual de varas) tenía influencias de Juan Tizol, pero también de Lester Young, influencia que era mucho más evidente cuando tocaba el saxo tenor.

## Discografía seleccionada
- Ella Fitzgerald: Ella Swings Lightly (Verve, 1958)
- Tal Farlow: Jazz Masters (Verve, 1955-58)
- Herbie Harper: Five Brothers (VSOP, 1955)
- Bill Holman: A View From The Side (JVC, 1995)
- Shelly Manne: The West Coast Sound (OJC, 1955)
- Lennie Niehaus: Zounds (OJC, 1954-56); The Octet No. 2, Volume 3 (OJC, 1955)
- Art Pepper: Modern Jazz Classics (OJC, 1959)
- Shorty Rogers: Courts The Count (RCA, 1954); The Wizard Of Oz (RCA, 1959)